# Sweets for my Sweet/It's All Been a Dream
Sweets for my Sweet/It's All Been a Dream è il primo singolo dei The Searchers, pubblicato nel 1963.

## Tracce
Lato A
1. Sweets for my Sweet – 2:21 (Doc Pomus, Mort Shuman)

Lato B
1. It's All Been a Dream – 1:43 (Christopher Crummy)